# Hubert Wolf
Hubert Wolf   (Wört, 1959) és un historiador de l'església alemany i professor a la Universitat de Münster. Va ser guardonat amb el premi Gottfried Wilhelm Leibniz l'any 2003. El 2006 va ser guardonat amb el Premi Gutenberg de la Societat Internacional Gutenberg i de la Ciutat de Magúncia.
Després del seu Abitur el 1978, va estudiar teologia catòlica romana a la Universitat de Tübingen i a la Universitat de Múnic. Va ser ordenat sacerdot l'any 1985, essent a partir de l'any 1992 professor a la Universitat de Frankfurt, i el 1999 es va traslladar a la Universitat de Münster.
Els seus llibres inclouen Pope and Devil: The Vatican's Archives and the Third Reich, que és un estudi de la relació entre el Vaticà i l'administració d'Adolf Hitler a Alemanya. Die Nonnen von Sant'Ambrogio (Les monges de Sant'Ambrogio, traduït al francès com Le Vice et la Grâce) descriu un escàndol religiós del segle xix al convent de religioses de Sant'Ambrogio della Massima.